# Martin Landau
Martin Landau (New York, 20 juni 1928 – Los Angeles, 15 juli 2017) was een Amerikaans televisie- en filmacteur. Voor zijn bijrol in Ed Wood won hij in 1995 een Academy Award, nadat hij eerder voor dezelfde prijs werd genomineerd voor Tucker: The Man and His Dream (1988) en Crimes and Misdemeanors (1989). Landau kreeg daarnaast meer dan 20 andere acteerprijzen toegekend, waaronder Golden Globes voor zowel Mission: Impossible, Tucker: The Man and His Dream als Ed Wood, een Saturn Award en een American Comedy Award (beide voor Ed Wood).
Landau maakte in 1959 zijn filmdebuut met een rolletje in de oorlogsfilm Pork Chop Hill, waarin Gregory Peck de hoofdrol speelde. Sindsdien was hij meer dan zeventig keer op het witte doek te zien, plus in meer dan twintig televisiefilms. Landau acteerde voor zijn filmdebuut niettemin ook al sinds 1956 voor de camera, met eenmalige gastrollen in televisieseries als Maverick en Rawhide.
Ook toen Landau eenmaal regelmatig filmrollen kreeg, bleef hij daarnaast in televisieseries spelen, zowel in vaste rollen als in gastrollen. Hij was bijvoorbeeld te zien in gastrolletjes in onder meer Bonanza, The Outer Limits, The Twilight Zone, The Alfred Hitchcock Hour, Get Smart en Murder, She Wrote.
Landau trouwde in 1957 met actrice Barbara Bain, met wie hij dochters Susan Landau Finch en Juliet Landau kreeg. Laatstgenoemde ging eveneens acteren. Hij is samen met haar te zien in Ed Wood (1994) en Carlo's Wake (1999). Landaus huwelijk met Bain eindigde in 1993.
Op 15 juli 2017 overleed Landau in het Ronald Reagan UCLA Medical Center te Los Angeles aan de gevolgen van "onverwachte complicaties".

## Filmografie
*Exclusief televisiefilms
| - 2015 · Remember - 2012 · Frankenweenie (stemrol) - 2009 · 9 (stemrol) - 2008 · Billy: The Early Years - 2008 · City of Ember (2008) - 2008 · Harrison Montgomery - 2008 · Lovely, Still - 2008 · David & Fatima - 2006 · An Existential Affair - 2006 · Love Made Easy - 2004 · The Aryan Couple - 2003 · Wake - 2003 · The Commission - 2003 · Hollywood Homicide - 2001 · The Majestic - 2000 · Shiner - 2000 · Very Mean Men - 2000 · Ready to Rumble - 1999 · Sleepy Hollow - 1999 · The New Adventures of Pinocchio - 1999 · The Joyriders - 1999 · EDtv - 1999 · Carlo's Wake - 1998 · Rounders - 1998 · The X Files - 1997 · Legend of the Spirit Dog (stem) - 1997 · B*A*P*S - 1996 · The Adventures of Pinocchio - 1996 · City Hall - 1996 · The Elevator - 1994 · Time Is Money - 1994 · Ed Wood - 1994 · Intersection - 1994 · The Color of Evening - 1993 · Sliver - 1993 · No Place to Hide - 1993 · Eye of the Stranger | - 1992 · Mistress - 1991 · Firehead - 1990 · Real Bullets - 1989 · Crimes and Misdemeanors - 1989 · Paint It Black - 1988 · Tucker: The Man and His Dream - 1987 · Cyclone - 1987 · Sweet Revenge - 1987 · Empire State - 1987 · Delta Fever - 1987 · Run If You Can - 1987 · W.A.R.: Women Against Rape - 1985 · Treasure Island - 1984 · Access Code - 1983 · The Being - 1983 · Trial by Terror - 1982 · Cosmic Princess - 1982 · Alone in the Dark - 1980 · Without Warning - 1980 · The Last Word - 1980 · The Return - 1979 · Meteor - 1976 · A Special Magnum for Tony Saitta - 1972 · Black Gunn - 1971 · A Town Called Hell - 1970 · They Call Me MISTER Tibbs! - 1970 · Rosolino Paternò, soldato... (aka Situation Normal, All Fouled Up) - 1966 · Nevada Smith - 1965 · The Hallelujah Trail - 1965 · The Greatest Story Ever Told - 1963 · Cleopatra - 1963 · Decision at Midnight - 1962 · Stagecoach to Dancers' Rock - 1959 · The Gazebo - 1959 · North by Northwest - 1959 · Pork Chop Hill |

## Televisieseries
*Exclusief eenmalige gastrollen
- Without a Trace - Frank Malone (2004-2009, vijf afleveringen)
- Entourage - Bob Ryan (2006-2008, vier afleveringen)
- The Evidence - Dr. Sol Gold (2006, acht afleveringen)
- Spider-Man - Mac Gargan (1995-1996, vier afleveringen)
- Space: 1999 - Commander John Koenig (1975-1978, 48 afleveringen)
- Mission: Impossible - Rollin Hand (1966-1969, 76 afleveringen)